# ایستگاه گیت وی (اسکای‌ترین)
ایستگاه گیت وی (انگلیسی: Gateway station) یک ایستگاه مرتفع در خط اکسپو (اسکای‌ترین) سیستم اسکای‌ترین مترو ونکوور است. این ایستگاه در تقاطع خیابان ۱۰۸ و دانشگاه درایو در ناحیه مرکز شهر سوری، بریتیش کلمبیا، کانادا واقع شده‌است. در این ایستگاه می‌توان به مسیرهای اتوبوسی که مراکز شهر گیلدفورد و نیوتن را سرویس می‌دهند، متصل شد.